# Őszfejű papagáj
Az őszfejű papagáj (Pionus seniloides), korábban grízesfejű papagáj, a madarak osztályának papagájalakúak (Psittaciformes) rendjébe és a papagájfélék (Psittacidae) családjába tartozó faj.

## Rendszerezése
A fajt François Victor Massena és Charles de Souancé írták le 1854-ben, a Psittacus nembe  Psittacus selinoides néven. Korábban a rózsásfejű papagáj (Pionus tumultuosus) alfajaként sorolták be Pionus tumultuosus seniloides néven.

## Előfordulása
Az Andok hegységben, Ecuador, Kolumbia, Peru és Venezuela területén honos. Természetes élőhelyei a szubtrópusi vagy trópusi hegyi esőerdők. Állandó, nem vonuló faj.

## Természetvédelmi helyzete
Az elterjedési területe nagyon nagy, egyedszáma ugyan csökken, de még nem éri el a kritikus szintet. A Természetvédelmi Világszövetség Vörös listáján nem fenyegetett fajként szerepel.